# Райкоке (вулкан)
Райко́ке (с айнского «адский рот» или «место, где водятся выдры»; на российской карте 1745 года — Столповой) — действующий вулкан на острове Райкоке Большой Курильской гряды.
Стратовулкан с вершинным кратером. Высота 551 м от уровня моря. Со дна Охотского моря возвышается на 2500 м. Сложен базальтами. Кратер диаметром около 700 м и глубиной до 200 м.

## Извержения Райкоке

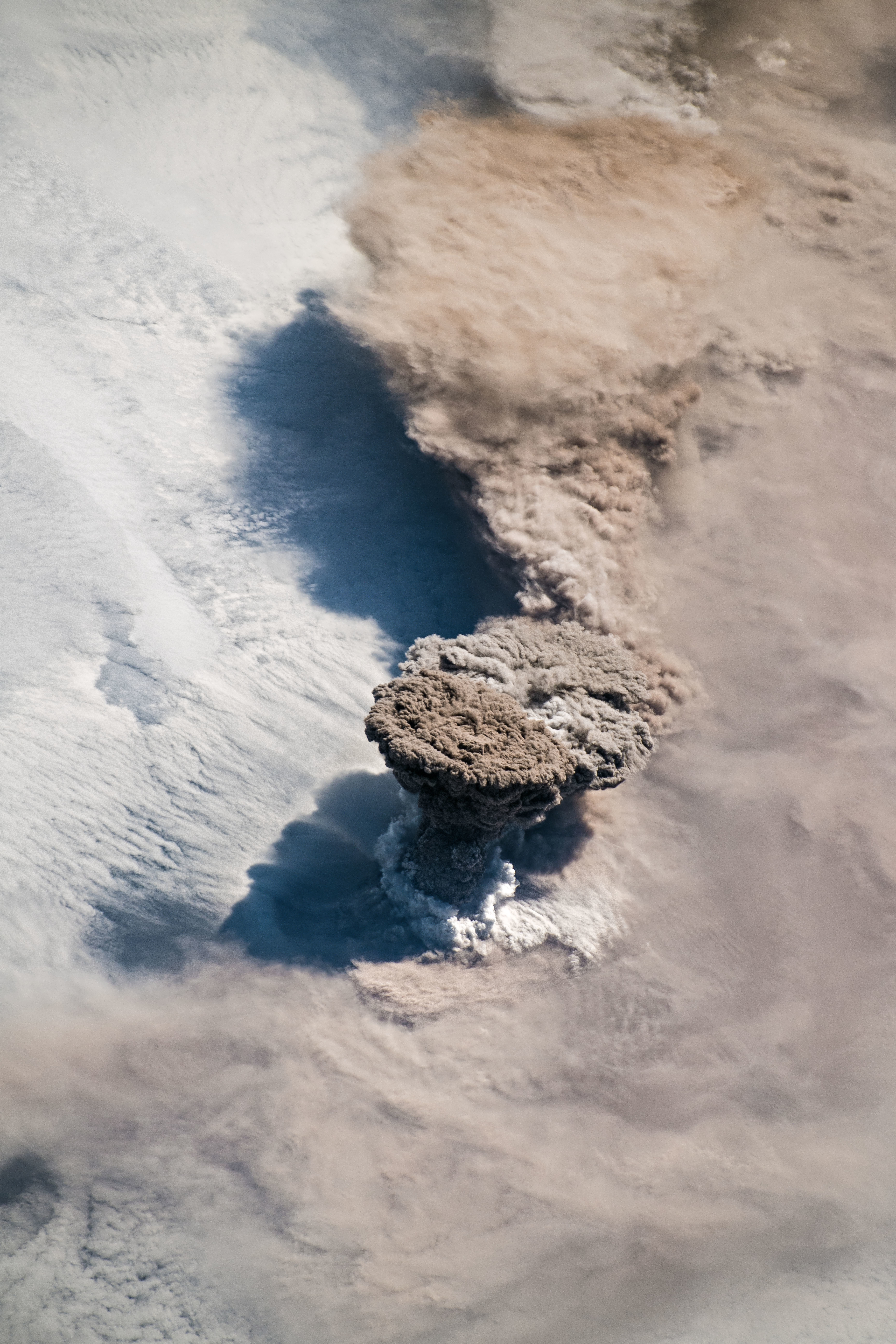
Эруптивная колонна над вулканом Райкоке (Средние Курилы, Россия), плинианская фаза извержения. Снимок, предоставленный астронавтами NASA

Известны извержения 1760, 1778, 1924, 2019 годов. Им присвоен четвёртый коэффициент вулканической активности.

### XVIII век
Первое описание вулкана Райкоке и его природы было сделано казачьим сотником Иваном Чёрным в ходе экспедиции 1766—1769 годов:

… на острове большая голая сопка, с которой каменья разметало по всему острову; травы и коренья … не имеется, ибо напредь всего остров выгорел.
Из этого описания Георгий Горшков сделал вывод, что в 1750—1760 годы на вулкане произошло сильное извержение. В ходе внезапно начавшегося извержения в 1778 году погибло 15 человек. В 1780 году сотник Секерин, посланный для инспекции острова после извержения, сделал детальное описание его последствий:

Во время сильного землетрясения в 1778 году, сопровождавшегося возгоранием сопки, вершина ее разселась и треть сопки обрушилась в груды развалин, покрывших весь остров и засыпавших бывшие на них бухты. При новом возгорании ночью еще часть сопки обрушилась и довершила опустошение. Под развалинами её погиб сотник Чёрный со своими спутниками, расположившийся здесь ночевать. Сопку сорвало к северу, и верх её сделался седлом: утесистые залавки песком и камнем засыпало и сделало гладко, что и птицам негде плодиться; байдарную пристань засыпало песком и стало там сухо; лайду с кекурами сделало песчаным берегом; наметало к югу песчаную лайду на 100 саженей длины и 100–110 саженей ширины и сделало 2 маленьких бухты; весь остров покрыт единственно песком, а сопка с ужасом гремит и ныне, но не дымится.
Несмотря на относительную редкость извержений Райкоке, в среднем раз в сто лет, он является одним из двух вулканов Курильской островной дуги, извержение которого приводило к человеческим жертвам. Второй вулкан в этом списке — Синарка на острове Шиашкотан, Северные Курилы.
В 1778 году вулканическими бомбами была внезапно засыпана байдара казацкого сотника Чёрного (брата Ивана Чёрного), возвращавшегося с 14 спутниками-айнами с острова Матуа на Камчатку. В 1779 году об этом событии стало известно на полуострове, и в следующем году новый начальник Камчатки, коллежский асессор Франц Рейнеке, послал на Райкоке сотника Ивана Секерина «для описания и положения на план, каким видом остров состоит от прорыва горелой сопки». Это была первая русская вулканологическая экспедиция. Секерин входил в 1760 годах в отряд Ивана Чёрного и вместе с ним бывал на Райкоке раньше. Поэтому он смог детально описать вид острова до и после извержения. По его описанию, верхняя треть острова была взорвана, а очертания его неузнаваемо изменились. Секерин представил также рисунки вулкана до и после извержения, которые хранятся в Санкт-Петербургском филиале Архива РАН. Позже, видимо, стенки кратера осыпались и стали пологими, а глубина его уменьшилась.

### XIX век
В 1880 годах, по описанию британского капитана Г. Д. Сноу, кратер имел глубину 30—60 м.

### XX век

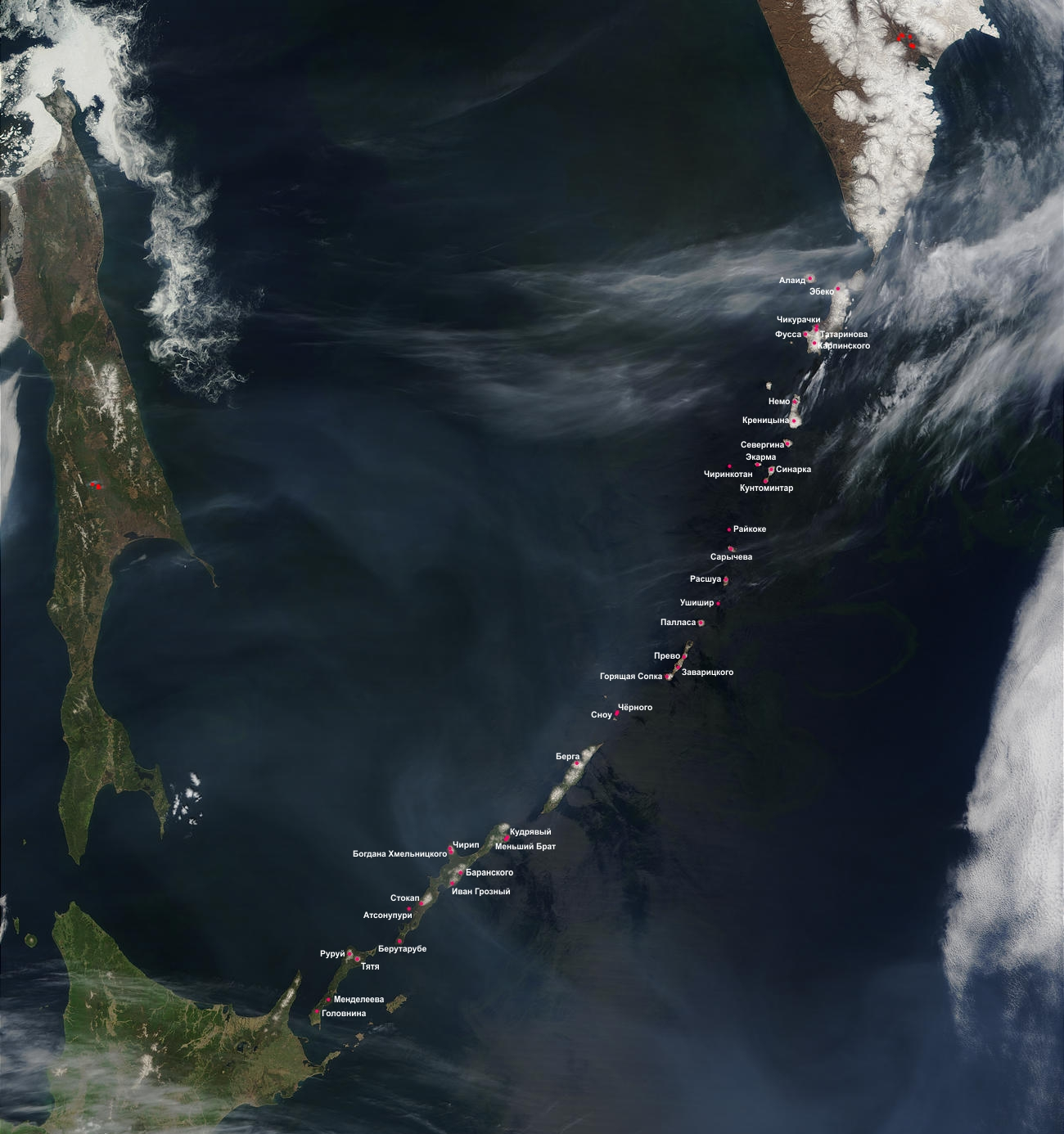
Вулканизм Курильских островов. Вулкан Райкоке на севере Центральных Курил

5 февраля 1924 года вулкан вновь начал извергаться, бурно проявляя активность. По свидетельству очевидца события японца Танакодате: 
Огромный кипарисообразный столб пепла был замечен с корабля, весь остров был засыпан свежим пеплом. Позже из кратера выделялось большое количество белых паров.
В ходе извержения значительно углубился кратер, а очертания острова вновь изменились. Извержение Райкоке происходило синхронно с подводным извержением вулкана 3.18, находящимся в 7 км северо-западнее от острова Райкоке в Охотском море. И Райкоке, и вулкан 3.18 составляют единый вулканический массив, его размеры оцениваются в 19 × 8 км. По другим данным он простирается на 15 × 21 км. Объём вулканической постройки подводного вулкана — 150 км3.
17 апреля 1982 года с рыболовецкого судна «Славск» было сообщено по радиотелефону научно-исследовательскому судну «Вулканолог» об аномалии. «Славск» в течение трёх минут находился в зоне кипящей воды, которая при свете прожекторов имела беловатый мутный оттенок. Подобное «вскипание» характерно для участков подводной вулканической деятельности. Указанное место чётко совпало с местоположением подводного вулкана 3.18 (48°20.2′ с. ш. и 153°09.2′ в. д.).

### XXI век

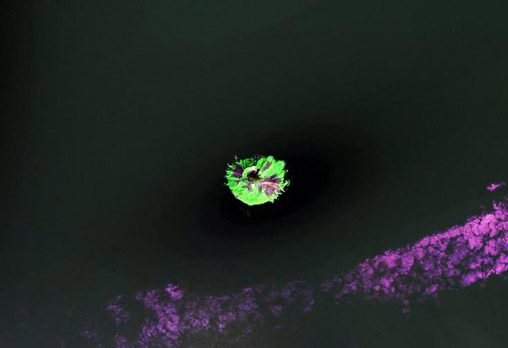
Спящий Райкоке, снимок из космоса (NASA, 2009)

12—13 июня 2009 года, после активной фазы извержения вулкана Пик Сарычева на соседнем острове Матуа, отмечалась парогазовая активность Райкоке. Шлейф с примесью пепла простирался на 180 км от вулкана в юго-восточном направлении.

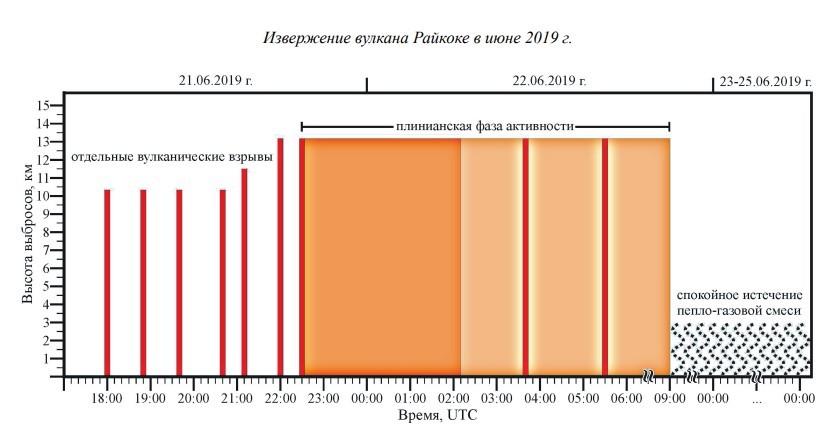
Схема извержения вулкана Райкоке (2019)

В 2016 году, в ходе экспедиции вулканологов на остров, не было выявлено какой-либо значимой вулканической активности. 21 июня 2019 года в 18:00 (UTC) (в 5 часов утра 22 июня по местному сахалинскому времени) Райкоке вновь внезапно проснулся и выкинул столб пепла. Эруптивная колонна поднималась в высоту на 9,5—12,5 км над кратером вулкана. Пепловый шлейф распространялся на восток и северо-восток от вулкана. Его максимальная ширина составляла 750—800 км, длина — 2 тысячи километров. Рано утром 23 июня яхта «Викинг», проходившая в нескольких километрах от острова-вулкана, попала под пеплопад. По словам очевидцев извержения, вода кипела, активно выделялся пар. Начальная фаза извержения продолжалась 4,5 часа с шестью взрывами. За это время сформировалось пепловое облако площадью 19 139 км2 и протяжённостью 397 км. В 22:30 (UTC) произошёл мощный взрыв, после чего было зафиксировано начало плинианской фазы активности. Пепловая колонна поднялась более, чем на 13 км. Вулкан стал непрерывно выбрасывать пирокластический материал. В свою очередь выброс пирокластики вызвал пирокластические потоки, которые позже сформировали новую часть суши острова. На 30 июня 2019 года её площадь составила 0,7 км2. 22 июня к 2:00 (UTC) площадь эруптивной тучи составляла 58 319 км2. Затем произошло два мощных взрыва (в 3:40 и 5:30 UTC) на высоту 13 км. Максимального размера пепловое облако достигло к 10:00 того же дня (UTC): при длине 1525 и ширине 350 км его площадь составила 227 941 км2, что сопоставимо с площадью самого большого острова Японского архипелага — Хонсю. Пепловая колонна двинулась на северо-восток и, достигнув Алеутских островов, стала фрагментироваться и рассеиваться, попав в циклонический вихрь.
Пепловые облака вызвали красный уровень опасности для авиаперевозок на удалении 1500—2000 км от вулкана. Спутником Copernicus Sentinel-5P было зафиксировано значительное количество диоксида серы (SO2), поступившего в атмосферу из магматической камеры. Это был крупнейший выброс SO2 со времени извержения вулкана Набро в 2011 году (Эритрея, Восточная Африка).

### Вооружённые силы Российской Федерации
В ходе укрепления обороноспособности России на Курильских островах идёт создание периметра безопасности с постоянным присутствием контингента вооружённых сил Российской Федерации. Соседний с Райкоке остров Матуа входит в число островов, на которых дислоцированы ракетные установки, проведены коммуникации для постоянного присутствия военных и обслуживающего персонала. Вулкан Райкоке из-за эксплозивности своих извержений несёт определённую угрозу для них. Кроме того, вулкан Сарычева на о. Матуа во время извержения Райкоке также проявляет геотермальную активность в виде выбросов пепла и шлейфа газов.